# Símbol d'estatus

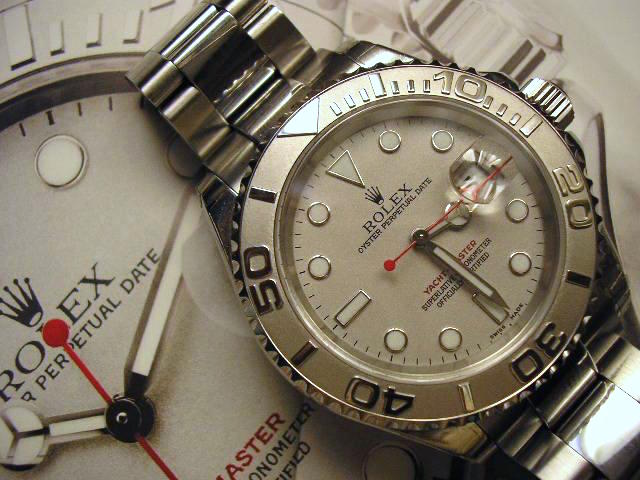
Rellotge Rolex, símbol d'estatus.

Un símbol d'estatus (en anglès status symbol) és un element característic de l'aspecte i del comportament (especialment l'adquisició d'un objecte de consum costós i car) que tendeix a demostrar exteriorment que el posseïdor ha arribat a un determinat estatus social i/o un nivell de riquesa personal i/o de poder.
Un símbol d'estatus es percep om un signe visible extern de la posició social i és percebut com un indicador econòmic d'estatus social. Molts béns de luxe (automòbils vestits, joies, etc.) són considerats símbols d'estatus. Des del punt de vista de la sociologia aquesta explica com interaccionen els grups i els individus i com interpreten els diferents símbols culturals.
Així com la major part d'ells són possessions, també n'hi ha que tenen a veure amb l'estil de vida: viatges en taxi, accés a educació superior, ingesta de superaliments i inclús el fet de dormir més hores i disposar de més temps lliure indiquen una posició social.

## Etimologia
L'expressió status symbol va aparèixer per primera vegada el 1955 però es va difondre amb el llibre The Status Seekers, on el periodista Vance Packard descriu l'estratificació social i el comportament estatunidenc del seu temps.